# Club Voleibol Jóvenes Aficionados al Voleibol Olímpico 2015-2016
Questa voce raccoglie le informazioni riguardanti il Club Voleibol Jóvenes Aficionados al Voleibol Olímpico nelle competizioni ufficiali della stagione 2015-2016.

## Organigramma societario
Area direttiva
- Presidente: Rosa Martina Bolaños

Area organizzativa
- Direttore tecnico: Danny López
- Team manager: Armando Romano

Area tecnica
- Allenatore: Alberto Rodríguez
- Allenatore in seconda: Santiago Guerra
- Scout man: José Colmenaresv

Area sanitaria
- Medico: Pedro Erdocia
- Preparatore atletico: Santiago Guerra
- Fisioterapista: Carlos Vega

## Rosa
| N° | Nome              | Ruolo | Data di nascita   | Nazionalità sportiva |
| -- | ----------------- | ----- | ----------------- | -------------------- |
| 1  | Oriana Díaz       | L     | 4 dicembre 1995   | Spagna               |
| 2  | Macy Ubben        | S     | 24 giugno 1991    | Stati Uniti          |
| 3  | Judith Porras     | C     | 10 luglio 1996    | Spagna               |
| 4  | Bea Herrera       | L     | 18 dicembre 1998  | Spagna               |
| 5  | Belly Nsunguimina | S/O   | 20 aprile 1992    | Spagna               |
| 6  | Claudia Hernández | L     | 6 dicembre 1996   | Spagna               |
| 7  | Javiera Plasencia | P     | 1º aprile 1997    | Spagna               |
| 8  | Saray Manzano     | S     | 29 giugno 1996    | Spagna               |
| 9  | Kimika Rozier     | C     | 12 maggio 1989    | Stati Uniti          |
| 10 | Leticia Rodríguez | P     | 6 maggio 1988     | Spagna               |
| 11 | Nerea Rodríguez   | S     | 20 giugno 1996    | Spagna               |
| 12 | Laura Casteleiro  | S     | 15 gennaio 1999   | Spagna               |
| 13 | Berta Vela        | S/O   | 21 settembre 1998 | Spagna               |
| 14 | Geraldine Brunet  | S/O   | 9 novembre 1997   | Spagna               |
| 15 | Isabel Engó       | C     | 11 gennaio 1994   | Spagna               |
| 16 | Victoria Soto     | S     | 8 dicembre 1997   | Spagna               |
| 18 | Tatiana Becares   | C     | 18 marzo 1993     | Spagna               |